# Чэнь Гэн
Чэнь Гэн (кит. упр. 陈赓, пиньинь Chén Gēng; 27 февраля 1903 — 16 марта 1961) — китайский военачальник, военный стратег, один из десяти генералов Народно-освободительной армии Китая. Выпускник Академии Вампу. Участник Наньчанского вооружённого восстания, гражданской войны, второй японо-китайской войны, Первой Индокитайской войны, Корейской войны.

## Биография
Родился 27 февраля 1903 года в уезде Сянсян провинции Хунань. Был вторым ребенком из 12 детей. Единственный старший брат умер в юности от болезни, таким образом, Чэнь Гэн стал старшим сыном в семье. Его дед, Чэнь Ихуай, участвовал в подавлении Тайпинского восстания 1850—1864 годов. Семья Чэнь считалась одной из самых богатых в той местности и владела большими территориями земли.
В 1916 году родители желали устроить тринадцатилетнему сыну брак с девушкой, которая была на 2 года старше. В ответ на эти действия со стороны родителей Чэнь Гэн сбежал из дома и присоединился к армии Лу Дипина.
В 1922 году, в возрасте 19 лет, вступил в КПК. Спустя год, успешно выдержав вступительные экзамены, поступил в военное училище в Гуанчжоу.
В 1924 году поступил в первый набор Академии Вампу. После окончания учебы остался работать в Академии, служил в штабе при Чан Кайши. В 1926 году был отправлен в СССР для прохождения обучения искусству шпионажа.
В 1927 году принял участие в Наньчанском вооружённом восстании, получил ранение в битве при Хуэйчане, после чего был тайно отправлен на лечение в Шанхай. Поправившись, Чэнь остался в Шанхае и работал под руководством Чжоу Эньлая.
В 1934 году, возглавляя кадровый полк, участвовал в форсировании реки Уцзян.
В ноябре 1937 года поступил на обучение в Антияпонский военно-политический университет. В том же году, когда началась вторая китайско-японская война, Чэнь Гэн возглавил 386-ю бригаду, которая сумела стать одной из лучших в Китае.
В 1942 году поступил в Центральную партийную школу.
После того как Япония объявила о своей безоговорочной капитуляции в 1945 году, Чэнь Гэн продолжил борьбу с гоминьдановскими войсками, приняв участие в Шанданском сражении. В июле 1946 года они вместе с Се Фучжи повели войска в район уездов Сясянь и Вэньси в провинции Шаньси, где полностью уничтожили 31-ю бригаду под руководством Ху Цзуннаня.
В июле 1947 года Чэнь Гэн отправился в северную часть провинции Шэньси для участия в конференции, проводимой Центральным военным советом КПК, в ходе которой было принято решение о переходе НОАК в стадию стратегического контрнаступления.
В 1948 году Чэнь возглавил войска против гоминьдановской армии в Лояне, провинция Хэнань. Город дважды переходил от одной стороны к другой, но в конечном счете войскам Чэнь Гэна все-таки удалось захватить Лоян.
В ноябре 1948 года войска Чэнь Гэна приняли участие в Хуайской кампании.
В январе 1950 года Чэнь Гэн во главе со своими войсками начал успешную кампанию по уничтожению противника в южной части провинции Юньнань. В феврале того же года был образован Юго-западный военный округ, и Чэнь Гэн был назначен на должность заместителя командующего войсками данного военного округа. Участвовал в захвате Сичана, провинция Сычуань.

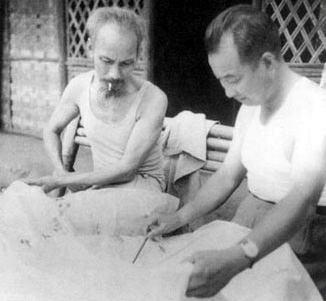
Хо Ши Мин и Чэнь Гэн. 1950.

В июле 1950 года Чэнь Гэн был назначен представителем Центрального комитета Коммунистической партии Китая во Вьетнаме для встречи с Президентом Демократической Республики Вьетнам Хо Ши Мином. Встреча была посвящена Первой Индокитайской войне, и в сентябре Чэнь начал проведение боевых действий в приграничных с Вьетнамом зонах.
Вернувшись в Китай, Чэнь почти сразу был отправлен на Корейскую войну, где служил командующим и комиссаром третьего корпуса Китайских народных добровольцев.
В сентябре 1955 года председатель Мао Цзэдун присвоил Чэнь Гэну воинское звание генерала НОАК. Помимо этого, Чэнь получил Орден Первого Августа 1-й степени, орден «Освобождение» 1-й степени. За участие в Корейской войне был награжден орденом Свободы и Независимости 1-й степени.
В 1956 году на VIII съезде КПК был избран членом Центрального комитета КПК. В 1958 году стал заместителем министра обороны КНР и членом Военного совета ЦК КПК.
16 марта 1961 года в Шанхае Чэнь Гэн скончался от сердечного приступа в возрасте 58 лет.

## Семья
В 1927 году женился на Ван Гэньин, которая погибла в годы второй китайско-японской войны. В феврале 1942 года женился на Фу Я.
У Чэнь Гэна родилось 5 детей, 1 дочь и 4 сына:
Старший сын Чэнь Чжифэй — старший инженер аэрокосмического отдела.
Второй сын Чэнь Чжицзянь — заместитель командующего гарнизона города Чунцин.
Дочь Чэнь Чжицзинь — главный врач в 301-м военном госпитале НОАК и профессор.
Третий сын Чэнь Чжишу — генерал-майор, командующий войсками военного округа провинции Ганьсу.
Младший сын Чэнь Чжия — генерал-майор.